# 4908 Ward
4908 Ward (1933 SD) là một tiểu hành tinh vành đai chính được phát hiện ngày 17 tháng 9 năm 1933 bởi F. Rigaux ở Đài thiên văn Hoàng gia Bỉ.